# Toque terapéutico

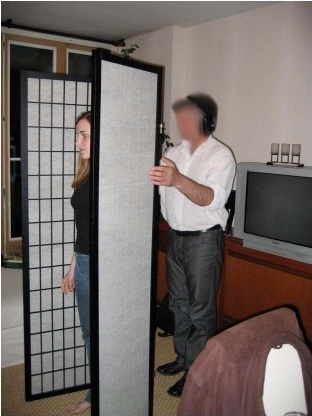
Práctica de Curación a Distancia del Terapeuta

El toque terapéutico (TT) o sanación a distancia es una práctica de curación alternativa en la que el terapeuta aproxima sus manos al paciente sin tocarlo, siendo, supuestamente, capaz de detectar su energía vital, y de manipularla en alguna forma favorable para su salud. Como otras terapias alternativas relacionadas, se apoya en la postulación de una energía vital, relacionada con la propia del vitalismo, pero nunca ha sido considerada como ciencia.
El TT se emparenta con una antigua práctica, denominada "imposición de manos". Se basa en la premisa de que la "energía universal" de la que el sanador solo es transmisor, estimula el mecanismo de recuperación del paciente, facilitando la propia curación al reequilibrarse la circulación energética vital (qi o prana).
Es una técnica de medicina alternativa compendiada por Dolores Krieger, relacionada con el reiki y otras prácticas similares.
Por esta técnica de sanación, Krieger recibió el Premio paródico Ig Nobel de Pedagogía Científica en 1998.

## Historia
El toque terapéutico fue inventado en los años 70 del siglo XX por Dora Kunz, una promotora de la teosofía y presidenta de la Theosophical Society of America, y Dolores Krieger, profesora de enfermería en la Universidad de Nueva York.
Los practicantes del toque terapéutico afirman que las raíces de esta práctica se encuentran en antiguas prácticas de sanación, tales como la imposición de manos.
El surgimiento del toque terapéutico tuvo lugar como parte de un movimiento mayor alejado del método científico que fue apoyado por una parte de la comunidad de enfermería. Este movimiento aceptó pruebas anecdóticas a costa de la plausibilidad biológica y la evidencia comprobable. Otras teorías alternativas que surgieron en la misma época incluyen la Teoría del cuidado trans-personal y Salud como conciencia en expansión.  La Asociación Americana de Enfermería Holística fomenta el toque terapéutico junto con la astrología, oración, cirugía psíquica y la terapia con agentes quelantes (para usos diferentes de la intoxicación aguda por metales pesados), a pesar de que no exista evidencia de la efectividad de esos tratamientos.

## Crítica: pseudociencia
Muchos consideran el toque terapéutico una pseudociencia ya que no se ha encontrado ninguna evidencia de su efectividad cuando se ha estudiado en condiciones controladas. En 1996, la Fundación James Randi y la Asociación de Filadelfia para el Pensamiento Crítico realizaron una invitación a más de 60 enfermeras, incluyendo a Krieger, y ofrecieron 742.000 dólares a cualquiera que pudiera demostrar su habilidad para detectar “campos biológicos”. Solo una enfermera aceptó la invitación, obteniendo resultados no significativos estadísticamente. Su rendimiento estuvo cerca del 50%, ya que solo identificó correctamente a 11 sujetos de 20 como enfermos o sanos.
El 1 de abril de 1998, Emily Rosa, una niña de 11 años, se convirtió en la persona más joven que ha publicado un artículo en la revista Journal of the American Medical Association (JAMA). Su trabajo sobre el toque terapéutico desmontó las afirmaciones de sus practicantes de que son capaces de detectar el aura de una persona. En su experimento participaron 21 practicantes del toque terapéutico. Cada uno de ellos se sentó al lado de una pantalla opaca introduciendo sus manos a través de unos agujeros. Emily lanzó en cada ocasión una moneda al aire para decidir a cuál de las dos manos del enfermero acercaba las suyas. El enfermero debía detectar su aura y decir a qué mano se había acercado. Aunque todos los participantes afirmaron ser capaces de realizar correctamente la prueba, los resultados estuvieron en contra de tales afirmaciones, ya que acertaron un 44 % de las veces, ligeramente peor que por puro azar.
Tras la publicación del artículo, el director de la revista JAMA, George D. Lundberg, recomendó tanto a pacientes como a compañías de seguros que se negaran a pagar por el toque terapéutico, o que, al menos, se plantearan si dichos pagos eran apropiados «...hasta que, o a menos que subsiguientes experimentos honestos demuestren un efecto real...». El Dr. Lundberg también comentó que los practicantes del toque terapéutico están éticamente obligados a comunicar los resultados de este estudio a sus pacientes.
Existe un estudio (PubMED: US National Library of Medicine; National Institutes of Health), 
que revela un efecto significativamente positivo "in vitro" (fuera de un organismo vivo) a nivel de ADN. Aunque por no tratarse de un estudio "in vivo", los resultados podrían ser poco exactos.

## Fuente
Este artículo tiene como fuente, en todo o en parte, una publicación sin derechos de autor y dominio público obtenida de 
- Centro Nacional de Medicina Complementaria y Alternativa de Estados Unidos
- Wikipedia en inglés